# Sean Long
Pour les articles homonymes, voir Long.

a Compétitions nationales et continentales officielles uniquement.

b Matchs officiels uniquement.
Sean Long, né le 24 septembre 1976 à Wigan, est un joueur de rugby à XIII anglais évoluant au poste de demi de mêlée ou d'arrière dans les années 1990 et 2000.

## Carrière
Il a notamment été sélectionné en sélection britannique et anglaise, participant avec cette dernière à la coupe du monde 2000.
En club, il a fait ses débuts avec les Wigan Warriors avant de rejoindre St Helens RLFC avec qui il a effectué la majeure partie de sa carrière sportive.
Il y devient l'un des joueurs les plus importants du club et y élu meilleur joueur de Super League en 2000 et meilleur joueur de la finale de coupe d'Angleterre en 2001, 2004 et 2006. Il remporte avec ce club quatre Super League (1999, 2000, 2002 et 2006), cinq coupes d'Angleterre (2001, 2004, 2006, 2007 et 2008) et deux World Club Challenge (2001 et 2007).

## Palmarès
- Individuel :
  - Meilleur marqueur d'essais de la Super League : 2000 (St Helens)